# Teolocholco
Teolocholco är en ort i Mexiko.   Den ligger i kommunen Teolocholco och delstaten Tlaxcala, i den sydöstra delen av landet, 100 km öster om huvudstaden Mexico City. Teolocholco ligger 2 328 meter över havet och antalet invånare är 16 240.
Terrängen runt Teolocholco är platt åt nordväst, men åt sydost är den kuperad. Terrängen runt Teolocholco sluttar västerut. Runt Teolocholco är det mycket tätbefolkat, med 1 632 invånare per kvadratkilometer. Närmaste större samhälle är Tlaxcala de Xicohtencatl, 8,5 km norr om Teolocholco. I omgivningarna runt Teolocholco växer huvudsakligen savannskog.